# やんちゃ道
「やんちゃ道」（やんちゃみち）は、2009年4月15日発売のジェロの3枚目のシングル。同年4月8日には、iTunes Store他にて先行ダウンロード販売が開始された。

## 解説
- 『映画クレヨンしんちゃん オタケベ!カスカベ野生王国』主題歌。ジェロ自身では初となるタイアップつきのシングル曲であり、当映画シリーズでは初の演歌である。また、今作の映画でジェロが本人役で声優に初挑戦している。

## 収録曲
1. やんちゃ道
作詞・作曲：中村中、編曲：鈴木豪
『映画クレヨンしんちゃん オタケベ!カスカベ野生王国』主題歌
2. TOKYO銀河
作詞・作曲：甲斐よしひろ、編曲：多田三洋
3. やんちゃ道（オリジナル・カラオケ）
4. TOKYO銀河（オリジナル・カラオケ）